# Squamoptera philippinensis
Squamoptera philippinensis är en kackerlacksart som beskrevs av Roth, L. M. 1996. Squamoptera philippinensis ingår i släktet Squamoptera och familjen småkackerlackor.
Artens utbredningsområde är Filippinerna. Inga underarter finns listade i Catalogue of Life.